# 李希明
李希明（1942年12月—），男，汉族，山东平度人，中华人民共和国政治人物，曾任中共黑龙江省纪委副书记，黑龙江省监察厅厅长，黑龙江省人大常委会副主任。